# Wilhelm Weith
Wilhelm Weith (* 9. Mai 1846 in Bad Homburg vor der Höhe; † 29. November 1881 in Ajaccio) war ein deutscher Chemiker.
Weith studierte ab 1862 Chemie am Polytechnikum (heute ETH Zürich) in Zürich und bei Robert Bunsen an der Universität Heidelberg. Er wurde 1865 an der Universität Zürich promoviert, habilitierte sich dort, vertrat häufig Georg Städeler (1821–1871) in der Lehre, wurde 1871 außerordentlicher und 1874 ordentlicher Professor. 1873/74 bis 1876 und 1880 bis 1882 war er Dekan der Philosophischen Fakultät. Weith war auch Dozent am Polytechnikum. Er starb mit nur 35 Jahren in Ajaccio an Tuberkulose (Blutsturz), nachdem er schon häufiger wegen seiner angegriffenen Gesundheit in Algerien und Korsika Erholung gesucht hatte.
Er befasste sich mit Organischer Chemie, wobei er viel mit Viktor Merz (1839–1904), ebenfalls Professor an der Universität Zürich, zusammenarbeitete. Beide fanden mit Triphenylamin das erste tertiäre Amin und er befasste sich mit schwefelhaltigen Anilin-Derivaten. Seine erste veröffentlichte Arbeit war über Nitroprusside (1868).  Weith untersuchte auch den Zusammenhang von chemischer Zusammensetzung der Gewässer und deren Fauna.
Ab 1866 war er Mitglied bei der Naturforschenden Gesellschaft Zürich und in deren Vorstand.